# Мария Сабина фон Золмс-Хоензолмс
Мария Сабина Елизабет фон Золмс-Хоензолмс (на немски: Maria Sabina Elizabeth zu Solms-Hohensolms; * 22 юли 1638; † 19 януари 1685) е графиня от Золмс-Хоензолмс и чрез женитба графиня на „горното графство“ Вид.
Тя е дъщеря на граф Филип Райнхард II Золмс-Хоензолмс (1615 – 1665) и първата му графиня Анна Амалия фон Золмс-Браунфелс-Грайфщайн (1617 – 1640), дъщеря на граф Вилхелм I фон Золмс-Браунфелс-Грайфщайн (1570 – 1635) и графиня Мария Амалия фон Насау-Диленбург (1582 – 1636).
Баща ѝ Филип Райнхард II се жени втори път на 28 август в 1642 г. за Катарина Елеонора, фрайин фон Чернембл (1622 – 1675).
Сестра е на Хайнрих Вилхлем (1637 – 1665 убит в Монтекларос) и Карл Лудвиг (1639 – 1668) и полусестра на Йохан Хайнрих Христиан (1644 – 1668 след дуел в Грайфенщайн) и на Йохан Лудвиг (1646 – 1707).
Мария Сабина Елизабет фон Золмс-Хоензолмс умира на 19 януари 1685 г. на 46 години.

## Фамилия
Мария Сабина се омъжва на 12 септември 1683 г. за граф за Фридрих III фон Вид (1618 – 1698). Тя е третата му съпруга. Те имат един син:
- Фридрих Вилхелм (1684 – 1737), граф на Вид-Нойвид, женен на 24 август 1704 г. в Берлин за Луиза Шарлота, бургграфиня и графиня фон Дона-Шлобитен (1688 – 1736)

Нейният съпруг граф Фридрих III фон Вид се жени четвърти път на 5 юни 1686 г. за графиня Лудовика (Луиза) фон Бентхайм-Текленбург (1647 – 1705).